# Wasylkowce
Wasylkowce (ukr. Васильківці, Wasylkiwci) – wieś w rejonie czortkowskim obwodu tarnopolskiego Ukrainy, założona w 1573 r. W II Rzeczypospolitej miejscowość była siedzibą gminy wiejskiej Wasylkowce w powiecie kopyczynieckim województwa tarnopolskiego. Wieś liczy 1371 mieszkańców.
W latach 1944–1945 nacjonaliści ukraińscy z OUN-UPA zamordowali tutaj w różnych okolicznościach 71 Polaków.
Znajduje się tu przystanek kolejowy Wasylkowce, położony na linii dawnej Galicyjskiej Kolei Transwersalnej.
Do 2020 w rejonie husiatyńskim. 